# Asterropteryx
Asterropteryx là một chi của Họ Cá bống trắng

## Các loài
Chi này hiện hành có các loài sau đây được ghi nhận:
- Asterropteryx atripes Shibukawa & T. Suzuki, 2002 (Yano’s starry goby)
- Asterropteryx bipunctata G. R. Allen & Munday, 1995 (Orange-spotted goby)
- Asterropteryx ensifera (Bleeker, 1874) (Miller's damsel)
- Asterropteryx ovata Shibukawa & T. Suzuki, 2007
- Asterropteryx semipunctata Rüppell, 1830 (Starry goby)
- Asterropteryx senoui Shibukawa & T. Suzuki, 2007
- Asterropteryx spinosa (Goren, 1981)
- Asterropteryx striata G. R. Allen & Munday, 1995